# Булан
Була́н (тюркск. «лось», «олень»; сер. VIII в.) — хазарский полководец, родоначальник династии хазарских царей. Инициатор обращения хазар в иудаизм.

## Биография
Согласно официальной версии, изложенной потомком Булана царём Иосифом в сер. X века, Булан являлся правителем Хазарии. Однако непрерывный перечень царей начинается не с Булана, а с его потомка — Обадии, что согласуется с многочисленными независимыми источниками, по которым до конца VIII века Хазарией по-прежнему управляла династия языческих каганов. Булан, таким образом, вероятно, являлся одним из знатных хазарских князей, чьим потомкам впоследствии удалось прийти к власти. Буланиды правили около 160 лет вплоть до разгрома Хазарии Святославом.
Булан охарактеризован как верующий человек, отказавшийся от язычества. По легенде к нему во сне явился ангел и убедил обратить в веру всех подданных. Булан сделал это не единолично, а собрал хазарских князей и «народ», которые одобрили его выбор. Решающую поддержку ему оказал некий наибольший хазарский князь, названный ха-гадол, с которым часто отождествляют кагана.
После обращения в иудаизм Булан возглавил победоносный поход на город Ардебиль (Северо-западный Иран). Это событие уверенно отождествляется с набегом хазар в декабре 730 года. На захваченную добычу он выстроил храм — шатёр (скиния), где были жертвенник, алтарь и светильники. Это примитивная форма иудаизма без Талмуда и синагогального богослужения. Правители Византии и Халифата, узнав об обращении хазар к монотеизму, прислали к ним своих проповедников. Булан устроил между ними диспут (ок. 740), в ходе которого с помощью вопросов вынудил христианского священника признать превосходство иудаизма над исламом, а мусульманского, соответственно, иудаизма над христианством. 
Возможно, принял еврейское имя Сабриель.
В историографии существуют и другие точки зрения о времени правления Булана: в начале IX века (А. П. Новосельцев) или в 860-е годы (К. Цукерман) — в зависимости от датировки акта иудаизации.